# Aclypea opaca
Aclypea opaca es una especie de escarabajo del género Aclypea, familia Silphidae. Fue descrita científicamente por Linnaeus en 1758.
Se distribuye por Noruega, Suecia, Reino Unido, Países Bajos, Portugal, Finlandia, Estonia, Alemania, Estados Unidos, Dinamarca, Austria, Italia, Rusia, Corea, Bélgica, Chequia, Polonia, Francia, Mongolia, Luxemburgo, Afganistán, Suiza y Kirguistán. La especie se mantiene activa durante todos los meses del año.